# Emma Leclercq
Pour les articles homonymes, voir Leclercq.
Emma Leclercq, née à Saint-Josse-ten-Noode le 15 août 1851 et morte à Geel le 24 avril 1933, est une spécialiste des sciences naturelles belge.
Elle est une des premières femmes à entrer à l'université en Belgique, la première étudiante et diplômée de l'Université libre de Bruxelles (U.L.B.), et la première femme à obtenir un doctorat de l'Université de Gand et une des deux premières à obtenir un diplôme universitaire en Belgique.

## Biographie
Emma Leclercq est née le 15 août 1851 à Saint-Josse-ten-Noode, son père, Jules Leclercq, est sculpteur et graveur et sa mère femme au foyer. La famille appartient sans doute à la classe moyenne ou supérieure aisée qui envoie ses filles à l’école primaire et secondaire.
Emma Leclercq a commencé sa carrière en tant qu'institutrice à Bruxelles au collège de filles Gatti de Gamond, du nom de la féministe et pédagogue belge qui l'avait créé. En 1878, elle tente de s'inscrire à la Faculté des sciences de l'Université libre de Bruxelles. Elle est la première femme à demander l'inscription. 
Finalement la loi relative à l'enseignement supérieur, adoptée en 1876 autorise « toute personne » à accéder à l'enseignement supérieur mais s'en remet au gouvernement pour fixer les conditions d'accès des femmes. Avec une loi aussi sujette à interprétation, l'Université libre de Bruxelles est embarrassée par la demande d'Emma Leclercq. La plupart des universités belges n'ont jamais été confrontées à une demande d'inscription d'une femme. Seule l'Université catholique de Louvain a déjà reçu - et refusé - une candidature féminine en 1873, celle d'Isala van Diest. Aucune des universités, à l'exception de celle de Liège, ne souhaite alors admettre des femmes.
A Bruxelles, la question divise les facultés : les facultés de Droit et de Philosophie et Lettres refusent l'admission, les facultés des Sciences et de Médecine et l’École polytechnique demandent de la conditionner à la possession d'un certificat d’humanités. Finalement  le conseil d’administration de l’université donne un avis négatif à la requête d'Emma Leclercq le 24 juin 1879 alors que l'année académique est déjà terminée.
L’année suivante, Emma Leclercq passe l'examen du Jury central qui devrait lui permettre l'accès à l'université. La Commission de cet organe prend d'ailleurs position pour l'admission des femmes à l'université sur base de la loi de 1876.
Lorsqu'elle fait une nouvelle tentative pour l'année académique 1880-1881, la faculté des Sciences accepte de l'inscrire. À ce moment, elle a 29 ans. La voie est ouverte : en même temps qu'Emma Leclercq, deux autres jeunes femmes s’inscrivent à la faculté des Sciences de Bruxelles pour l’année académique 1880-1881 : Marie Destrée et Louise Popelin.
Elle obtient son baccalauréat en 1883 et poursuit ses études à l'Université de Gand, où, en 1885, elle est la première femme à obtenir un doctorat en sciences naturelles. Avant elle, en 1882, l'institutrice gantoise Sidonie Verhelst a été étudiante à l'université de Gand mais l'a quittée après la deuxième année de candidature. Elle est aussi, avec Jeanne Rademackers qui a terminé ses études de pharmacie à l’Université de Liège, l’une des deux premières femmes à remporter un diplôme universitaire belge.
Après ces pionnières, des dizaines de jeunes femmes font le pas vers des études supérieures. Mais l'inscription d'étudiantes soulève de nombreuses critiques prétextant, par exemple, une baisse du niveau de l'enseignement. Une nouvelle loi en 1890, soumet l'admission à l'université à la possession d'un diplôme des sciences humaines classiques. Comme il n'y a toujours pas d'enseignement secondaire à part entière pour les filles, elles ne peuvent à nouveau plus s'inscrire à l'université. Isabelle Gatti de Gamond organise alors un cycle de cours de trois ans à Bruxelles en 1892 pour permettre aux femmes de se présenter devant un jury central et, ainsi, remplir les conditions d'inscription. 

### Carrière
Après ses études, Emma Leclercq travaille au Collège de France à Paris avec l’embryologiste française Édouard-Gérard Balbiani. Elle y fait des recherches sur la spermatogenèse, centrées sur le rôle du Nebenkem ou corpuscule accessoire dans les cellules dans la mitose, au sein de son laboratoire d’embryogénie. 
À partir de 1890, elle effectue des recherches au laboratoire d'histologie de Charles van Bambeke à l'université de Gand. Les résultats de cette recherche sont publiés en 1890 dans le Bulletin de l’Académie royale des sciences, des lettres et des beaux-arts de Belgique. Ses recherches sur les micro-organismes paraissent la même année. 
Emma Leclercq travaille aussi quelque temps à l’Université libre de Bruxelles. 
À partir du 30 novembre 1885, Emma Leclercq est membre active, et seule femme, de la Société belge de microscopie – sous le parrainage de François Crépin et Elie Marchal.
Bien qu'elle ait ensuite commencé à travailler en tant qu'inspectrice des écoles ménagères, elle reste en contact avec le milieu universitaire bruxellois. À partir de 1893, elle donne des conférences à l’Œuvre des conférences féministes, une initiative de la Ligue belge du droit des femmes. Ces conférences traitaient de l’économie domestique et de sujets similaires. C’est vers cette époque qu’elle renonça aussi à son affiliation à la Société belge de microscopie.
Emma Leclercq décède le 24 février 1933, à l'âge de 81 ans, à Geel près d'Anvers. Le lieu de sa sépulture est inconnu.